# Colldelrat

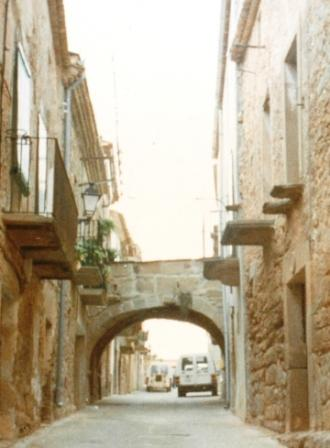
Carrer de l'Església

Colldelrat és una entitat de població del municipi d'Artesa de Segre, a la comarca de la Noguera.
El poble se situa al vessant de ponent del puig de Grialó, a l'est del terme municipal. Un branc de la carretera C-14 és la seva principal via de comunicació. Fins al 1971 formava municipi propi amb Tudela de Segre i Seró. A un quilòmetre del poble, vers el nord-est, a la carena que baixa del puig de Grialó, es troben les restes del castell de Grialó i les ruïnes de la seva església, dedicada a sant Miquel.
L'església del poble, també dedicada a Sant Miquel, és romànica i consta d'una nau central i una de lateral.
La festa major se celebrava tradicionalment el 29 de setembre, en honor del sant, però es canvià al darrer cap de setmana de juliol per aprofitar l'afluència de més veïns en aquestes dates i pel fet que no coincideix amb cap altra festa del municipi.